# Wehr (Eifel)
Wehr település Németországban, Rajna-vidék-Pfalz tartományban. Lakosainak száma 1133 fő (2023. december 31.).

## Népesség
A település népességének változása:
| Lakosok száma | 1097 | 1126 | 1105 | 1134 | 1130 | 1133 |
|               | 1975 | 2017 | 2019 | 2021 | 2022 | 2023 |